# Illumination
Illumination je peti studijski album gothic metal grupe Tristania i posljednji na kojem nastupa vokalistica Vibeke Stene. Vorph iz grupe Samael pojavljuje se na albumu kao gostujući vokalist.

## Popis skladbi
1. "Mercyside" – 4:39
2. "Sanguine Sky" – 3:50
3. "Open Ground" – 4:40
4. "The Ravens" – 5:06
5. "Destination Departure" – 4:34
6. "Down" – 4:32
7. "Fate" – 4:59
8. "Lotus" – 5:08
9. "Sacrilege" – 4:15
10. "Deadlands" – 6:39